# Alf Leïla We Leïla
Pour les articles homonymes, voir Les Mille et Une Nuits.
Alf Leïla We Leïla en arabe égyptien : الف ليله وليله, traduit littéralement en français par « Mille et une nuits » est une chanson écrite par le poète égyptien Morsi Gamil Aziz et composée par Baligh Hamdi, interprétée par Oum Kalthoum en 1969.

## Histoire
Cette chanson est la troisième que le poète Morsi Gamil Aziz écrit pour Oum Kalthoum, après Seret el Hob en 1964 et Fat el-Miyad en 1967. Le compositeur, Baligh Hamdi, s'inspire de la musique populaire traditionnelle, tout en ajoutant à l'orchestre un accordéon et un saxophone. 
Oum Kalthoum avait une affection particulière pour le texte chanté Alf Leïla Wa Lila  Les Mille et Une Nuits, qu'elle écoutait à l'époque lues à la radio.